# 4890 Shikanosima
A 4890 Shikanosima (ideiglenes jelöléssel 1982 VE4) a Naprendszer kisbolygóövében található aszteroida. Hiroki Kosai,  Kiichiro Hurukawa fedezte fel 1982. november 14-én.